# 第26回インド国際映画祭
第26回インド国際映画祭（だい26かいインドこくさいえいがさい、26th International Film Festival of India）は、1995年1月10日から同月20日までボンベイ（現ムンバイ）で開催された。1988年8月の情報・放送省による決定で、コンペティション部門は非開催となっている。この年は映画の誕生100周年を記念した特別展示会が開催されたほか、マラーティー語映画やアジアの女性映画監督の作品が特集された。また、フェデリコ・フェリーニ、ゾルタン・ファーブリ、アモス・ギタイ、ミゲル・リッティン、クシシュトフ・キェシロフスキ、エルヴィス・プレスリーの回顧展も開催されている。

## 非コンペティション部門
- 世界の映画部門
- インド・パノラマ部門（長編映画）
- インド・パノラマ部門（非長編映画）
- インド・パノラマ部門（メインストリーム映画）